# Amphiprion akindynos
Espèce
Le Poisson-clown de la Grande Barrière (Amphiprion akindynos) est une espèce de poissons osseux de la famille des pomacentridés.

## Répartition
Le Poisson-clown de la Grande Barrière est réparti dans le Pacifique Ouest : Est de l'Australie (Grande Barrière de corail et mer de Corail, nord de la Nouvelle-Galles du Sud), Nouvelle-Calédonie, et îles Loyauté.

## Association
Le Poisson-clown de la Grande Barrière forme des associations avec les anémones de mer Entacmaea quadricolor, Heteractis aurora, Heteractis crispa, Heteractis magnifica, Stichodactyla haddoni, et Stichodactyla mertensii.